# Bruce Chatwin
 Der er for få eller ingen kildehenvisninger i denne artikel, hvilket er et problem. Du kan hjælpe ved at angive troværdige kilder til de påstande, som fremføres i artiklen.

Bruce Chatwin (13. maj 1940 i Sheffield – 18. januar 1989 i Nice), var en britisk forfatter.

## Liv
Han var en ekspert i impressionisme for det engelske auktionhus Sotheby's da hans syn begyndte at svigte, muligvis på grund af overanstrengelse. Chatwins øjenspecialist anbefalede ham at tage på en lang ferie. Efter et besøg til Sudan sagde han op og begyndte at studere arkæologi.
I 1972 blev han ansat som ekspert i kunst og arkitektur ved Sunday Times Magazine, hvor han skrev mange artikler og interviewede André Malraux og Nadezjda Mandelsjtam. Han sagde op i 1974 ved at sende et telegram: "Have gone to Patagonia" ("Er taget til Patagonien"). Rejsefortællingen han skrev der, In Patagonia, blev en stor succes.
Derefter skrev han flere romaner og rejsefortællinger, som er beundret for deres elegante stil og fortællerkunst.
Han døde af AIDS i 1989.

### Værker oversat til dansk
| Titel                  | Genre  | Oversætter                           | År   | Originaltitel             | År   | Forlag   | ISBN                   |
| ---------------------- | ------ | ------------------------------------ | ---- | ------------------------- | ---- | -------- | ---------------------- |
| Fotografier og noter   | rejser | Jørgen Nielsen                       | 1993 | Photographs and Notebooks | 1993 | Samleren | ISBN 8756811756        |
| Vicekongen af Ouidah   | roman  | Jørgen Nielsen                       | 1994 | The Viceroy of Ouidah     | 1980 | Samleren | ISBN 87-568-1246-9     |
| Gensyn med Patagonien  | rejser | Jørgen Nielsen og Finn Holten Hansen | 1995 | Patagonia revisited       | 1995 | Samleren | ISBN 87-568-1185-3     |
| Det sorte bjerg        | roman  | Jørgen Nielsen                       | 1990 | On the Black Hill         | 1982 | Samleren | ISBN 87-568-0971-9     |
| Hvad gør jeg her?      | rejser | Jørgen Nielsen                       | 1994 | What Am I Doing Here?     | 1989 | Samleren | ISBN 87-568-1272-8     |
| En studie I rastløshed | essays | Jørgen Nielsen                       | 1996 | Anatomy of Restlessness   | 1997 | Samleren | ISBN 87-568-1346-5     |
| Utz                    | roman  | Jørgen Nielsen                       | 1989 | Utz                       | 1988 | Samleren | ISBN 87-568-0943-3     |
| I Patagonien           | rejser | Jørgen Nielsen                       | 2015 | In Patagonia              | 1977 | C&K      | ISBN 978-87-92884-38-1 |
| Drømmespor             | roman  | Jørgen Nielsen                       | 1988 | Songlines                 | 1987 | Samleren | ISBN 87-568-0906-9     |

## Eksterne henvisning
- Bruce Chatwin hjemmeside – på engelsk (engelsk)

1. ↑  Navnet er anført på engelsk og stammer fra Wikidata hvor navnet endnu ikke findes på dansk.
2. ↑  Navnet er anført på bokmål og stammer fra Wikidata hvor navnet endnu ikke findes på dansk.